# Fondos de Inversión en el Clima

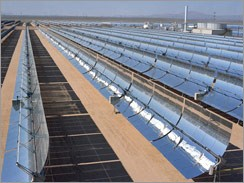
Colectores de una central termosolar. Los CIF promueven este tipo de energía.

Los Fondos de Inversión en el Clima (CIF por sus siglas en inglés, que en español son invariables, es decir, no llevan "s" en el plural) son 2 fondos específicos: el Fondo de Tecnologías Limpias y el Fondo Estratégico para el Clima. Los CIF, diseñados por países desarrollados y en desarrollo, trabajan a través de bancos de desarrollo multilaterales (MDB por sus siglas en inglés) y cubren el hueco de financiación y aprendizaje entre el actual acuerdo internacional contra el cambio climático y el próximo.
Hay más fondos que invierten en el clima (fondos climáticos, con minúsculas), por ejemplo el Fondo Verde del Clima o el Fondo para el Medio Ambiente Mundial. Pero los Fondos de Inversión en el Clima (con mayúsculas) son solamente los 2 citados.
Los CIF son adicionales a la Ayuda oficial al desarrollo (AOD) existente y buscan facilitar que los países continúen su senda de desarrollo y alcancen los Objetivos de Desarrollo del Milenio. Estos fondos se utilizarán en estrecha coordinación con los esfuerzos bilaterales y multilaterales ya existentes.
Los CIF fueron aprobados por el consejo de administración del Banco Mundial en julio de 2008 y el 26 de septiembre de 2008 habían recibido compromisos de los países miembros para aportarles 6,5 millardos de dólares estadounidenses ($).

## Fondo de Tecnologías Limpias
El Fondo de Tecnologías Limpias (CTF por sus siglas en inglés) promueve financiación incrementada para demostración, despliegue y transferencia de tecnologías bajas en carbono con un potencial significativo de reducción a largo plazo de emisiones de gases de efecto invernadero. La Innovación y el despliegue de tecnologías limpias a escala serán las claves de su éxito.
Se planean inversiones en energías renovables, en tecnologías de alta eficiencia de reducción de la intensidad de carbono, para el sector de transporte (tanto para aumentar la eficiencia, por ejemplo motores que consuman menos, como para cambios en el modo de transporte, por ejemplo cambiar el transporte de mercancías del camión al tren), y para eficiencia energética en edificios, industria y agricultura.
El Banco Mundial es el fideicomisario de los CIF, que incluyen una "cláusula de cierre" para asegurar que sus actividades no perjudican el resultado de las negociaciones de la Convención Marco de las Naciones Unidas sobre el Cambio Climático (UNFCCC por sus siglas en inglés).
La energía solar térmica  proporciona una ilustración útil porque promete como opción renovable para energía de base (da energía en todo momento, no como la eólica o la solar fotovoltaica, que solo dan energía cuando hay viento y sol, respectivamente). Un estudio reciente indica que, con un sistema de precios de (las emisiones de dióxido de) carbono compatibles con las bajas posibilidades actuales de liberar carbono en la atmósfera de forma segura (porque ya está muy cargada, y emitir más podría aumentar el efecto invernadero y elevar la temperatura hasta niveles peligrosos), la financiación pública a través del CTF podría cubrir la diferencia de coste del megavatio (MW) entre una central solar térmica y otra de carbón. Sería un programa de 5 a 10 años que aumentaría la capacidad de generación eléctrica entre 500 y 1 000 MW/año. Los subsidios del Fondo de Tecnologías Limpias para este programa estarían entre 4 y 8 millardos de $ –cantidad fácilmente alcanzable si se hiciera un serio esfuerzo multilateral

## Fondo Estratégico para el Clima
El Fondo Estratégico para el Clima (SCF por sus siglas en inglés) comprenderá programas con financiación dedicada para nuevos enfoques pilotos con potencial de escalado. Ayudará a los países más vulnerables a adaptar sus programas de desarrollo para afrontar los impactos del cambio climático, asegurando resiliencia climática. Un programa de medidas contra la deforestación se está asimismo diseñando. También permitirá que países donantes y receptores intercambien puntos de vista sobre inversión climática y favorezcan el apoyo de una amplia gama de donantes bilaterales, del sector privado y de actores de la sociedad civil.
El Programa Piloto para Resiliencia Climática (PPCR por sus siglas en inglés) es el primer programa del Fondo Estratégico para el Clima. Busca explorar maneras prácticas de que la resiliencia climática entre en el núcleo de la planificación y presupuestación del desarrollo. Esto es compatible con la reducción de la pobreza y los Objetivos de Desarrollo Sostenible. El PPCR se basará en los programas nacionales de acción adaptativa (NAPA por sus siglas en inglés) y otras estrategias nacionales. Se aplicará en 11 países y regiones pilotos. Se alinea estratégicamente con el Fondo de Adaptación establecido bajo el Protocolo de Kioto y mantiene fuertes lazos con él.
El Programa de Escalado de Energía Renovable (SREP por sus siglas en inglés) en Países de Bajos Ingresos, aprobado en mayo de 2009, pretende demostrar la viabilidad económica, social y medioambiental del desarrollo bajo en carbono, mediante la creación de nuevas oportunidades económicas y el incremento del acceso a la energía a través del uso de energía renovable.
El Programa de Inversión Forestal (FIP por sus siglas en inglés), aprobado en mayo de 2009, busca apoyar los esfuerzos de los países en desarrollo para la reducción de las emisiones de la deforestación y degradación de los bosques mediante financiación incrementada para reformas de preparación e inversiones públicas y privadas. Financiará esfuerzos programáticos para abordar las causas subyacentes de la deforestación y la degradación forestal y para superar las barreras que en el pasado han obstaculizado los esfuerzos para hacer esto.